# Honor
A latin eredetű honor szó jelentése ’tisztség, hivatal’, illetve ’birtok’ — ezzel a névvel illették az ország fő tisztségeit a velük járó birtokokat, jövedelmeket és joghatóságot; ezeket az uralkodó tetszése szerinti időtartamra adományozhatta híveinek.

## Kialakulása
Eredetileg Karoling dinasztia idején (a 8–10. században) olyan, az uralkodó által adományozható hivatal volt, amellyel automatikusan valamilyen vagyon (leginkább ingatlan) is járt. További igazgatásáról az adományozott gondoskodott. Ő szedte be a birtok jövedelmeit, és azokat tetszése szerint használta fel.

## Nyugat-Európában
A 11. századtól, a hűbériség megjelenésével továbbra is a hivatalhoz kapcsolódó, de immár öröklődő hűbérbirtokká alakult.

## Magyarországon
Magyarországon a kifejezés a 13. században tűnt fel az ország fő tisztségeinek megnevezésére. A rendszer fénykora Károly Róbert és I. (Nagy) Lajos idején volt. Zsigmond alatt a nagy örökadományozások miatt fokozatosan háttérbe szorult és megszűnt. Magyarországon a honorbirtok soha nem vált örökletessé, a nyugat-európai értelemben vett hűbérré.